# Cavallerizzo
Cavallerizzo é uma frazione do comune de Cerzeto, província de Cosenza, Itália.